# 科納波斯特峰
科納波斯特峰（英語：Cornerpost Peak），是南極洲的山峰，位於維多利亞地的彭內爾海岸，屬於康科德山脈的一部分，海拔高度2,160米，由新西蘭探險隊命名，現時由南極條約體系管理。